# Амстердамская консерватория
Амстердамская консерватория (нидерл. Conservatorium van Amsterdam) — нидерландское высшее музыкальное учебное заведение. Входит в состав Амстердамской высшей школы искусств (нидерл. Amsterdamse Hogeschool voor de Kunsten).
Образована в нынешнем виде в 1994 году слиянием Консерватории имени Свелинка и Хилверсюмской консерватории. Консерватория имени Свелинка, в свою очередь, возникла в 1976 году в результате объединения прежней Амстердамской консерватории (нидерл. Amsterdamsch Conservatorium) с Амстердамским и Хаарлемским музыкальными лицеями. Первая же Амстердамская консерватория была образована в 1884 году группой голландских музыкантов во главе с композиторами Юлиусом Рёнтгеном, Франсом Куненом и Даниэлем де Ланге.
C 2008 года консерватория занимает новое здание, специально построенное для неё по проекту архитектора Фрица ван Донгена.

## Структура консерватории
В настоящее время в консерватории действуют 6 департаментов (факультетов):
- классическая музыка — включает в себя:
  - отдел классической музыки
  - отдел ранней музыки (эпохи Возрождения)
  - Голландская национальная оперная академия (англ. Dutch National Opera Academy)

- джаз
- поп-музыка
- преподавание музыки (теория)
- Амстердамская академия электронной музыки (англ. Amsterdam Electronic Music Academy, AEMA)
- факультет для «юных талантов» — объединение трёх учебных заведений для детей в основном от 12 до 18 лет:
  - Музыкальная академия Свелинка
  - Джазовый колледж
  - Поп-академия

## Руководители
- Тон де Леу[нидерл.] (1972—1974)
- Ян де Ман[нидерл.] (1976—1978)
- Хан Лире (1978—1993)
- Тон Хартсёйкер (1993—1998)
- Ханс ван Берс[нидерл.] (2005—2010)
- Андрис Мулдер (2010)
- Яннеке ван дер Вейк (2011—2021)
- Окке Вестдорп (с 2022 г.)

## Известные выпускники
- Менно Ван Делфт
- Педро Мемельсдорф — флейтист, руководитель ансамбля Mala Punica.
- Каро Эмеральд (наст. имя Каролина Эсмеральда ван дер Леу) — джазовая и поп-певица.